# 法拉戈·加博爾
法拉戈·加博爾（匈牙利語：Faragho Gábor，1890年2月16日—1953年12月22日），匈牙利陸軍上將，二戰後期代表匈牙利與蘇聯談和，戰後在臨時政府出任公共服務部長。

## 生平
法拉戈在一次世界大戰時擔任砲台指揮官，戰後一度重回軍校進修，戰間期在多個單位擔任過參謀和砲兵旅旅長，1927年，他被冊封為騎士。
二戰爆發後，他於1940年被調任為莫斯科大使館武官，直到匈牙利於1941年。對蘇聯宣戰後，1942年升為少將，1943年升為中將，1944年7月1日起，他再次擔任憲兵和警察督察，9月到10月期間，他多次率領初步停戰委員會前往莫斯科商議停戰協議，這一功績最終讓他在此期間升為上將。
法拉戈最終在10月11日簽訂停戰協定，但僅在四天後，布達佩斯的霍爾蒂攝政府就遭到納粹推翻，法拉戈也被納粹扶持的箭十字黨視做政敵，法拉戈因此留在莫斯科，繼續統籌初步停戰委員會，進行奪回匈牙利後成立臨時政府的準備工作，紅軍攻入匈牙利後，法拉戈在米克洛什·貝洛將軍主持的政府出任公共服務部長，共產黨掌權後，法拉戈被強制移民至凱奇凱梅特，並於1953年在當地去世。

## 作品
- Szovjet Oroszország. Bp., Stádium, 1942(在1945年被劃為禁書)